# Ринег
Ринег (нем. Rinegg) — коммуна (нем. Gemeinde) в Австрии, в федеральной земле Штирия. 
Входит в состав округа Мурау.  Население составляет 174 человека (на 31 декабря 2005 года). Занимает площадь 13,65 км². Официальный код  —  61419.

## Политическая ситуация
Бургомистр коммуны — Эрнст Шнедлиц (АНП) по результатам выборов 2005 года.
Совет представителей коммуны (нем. Gemeinderat) состоит из 9 мест.
- АНП занимает 6 мест.
- АПС занимает 3 места.